# FK Lokomotyiv Moszkva
Az FK Lokomotyiv Moszkva, esetleg FK Lokomotív Moszkva (oroszul: Футбольный клуб Локомотив Москва, magyar átírásban: Futbolnij Klub Lokomotyiv Moszkva) egy orosz labdarúgócsapat Moszkvában, Oroszországban. A fővárosi labdarúgó-egyesület a kommunista rendszer idején a Szovjet Szállítási Minisztériumhoz tartozó RZSD tulajdonában volt.

## Sikerei

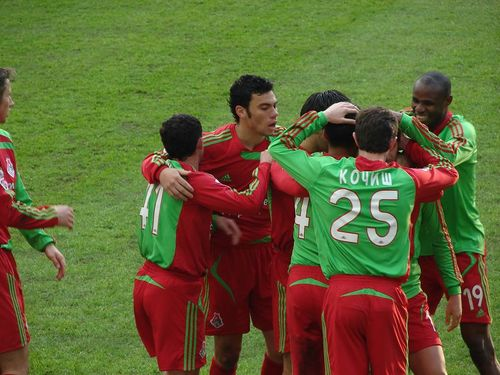
Gólöröm a 2007–2008-as oroszkupa-mérkőzésen

- Orosz bajnok: 3 alkalommal (2002, 2004, 2017-2018)

Orosz bajnoki ezüstérmes: 4 alkalommal (1995, 1999, 2000, 2001)
Orosz bajnoki bronzérmes: 4 alkalommal (1994, 1998, 2005, 2006)
- Oroszkupa-győztes: 8 alkalommal (1996, 1997, 2000, 2001, 2007, 2015, 2016-2017, 2018–2019)

Oroszkupa-döntős: 1 alkalommal (1998)
- Orosz szuperkupa-győztes: 3 alkalommal (2003, 2005, 2019)

- Szovjet bajnoki ezüstérmes: 1 alkalommal (1959)
- Szovjetkupa-győztes: 2 alkalommal (1936, 1957)
- Kupagyőztesek Európa Kupája elődöntős: 2 alkalommal (1998, 1999)

## Játékosok

### Híresebb játékosok
| - Dmitrij Alenyicsev - Alekszej Arifullin - Alekszandr Averjanov - Malhaz Aszatiani - Valentyin Bubukin - Viktor Vorosilov - Valerij Gazzajev - Oleg Garin - Szergej Gorlukovics - Valentyin Granatkin - Сергей Гуренко | - Vagyim Jevszejev - Gennagyij Zabelin - Branislav Ivanović - Szergej Ignasevics - Marat Izmajlov - Vaszilij Karcev - Alekszej Koszolapov - Viktor Lavrov - Jacob Lekgetho - Francisco Lima - Dmitrij Loszkov - Vlagyimir Maminov | - Vlagyimir Maszlacsenko - Ruszlan Nyigmatullin - Gennagyij Nyizsegorodov - James Obiora - Szergej Ovcsinnyikov - Szarkisz Oganeszjan - Oleg Pasinyin - Valerij Petrakov - Szergej Podpalij - Nyikolaj Razumovszkij - Dmitrij Szennyikov - Jurij Szjomin | - Alekszej Szmertyin - Alekszandr Szmirnov - Viktor Szokolov - Andrej Szolomatyin - Dmitrij Szicsov - Jevgenyij Harlacsov - Dmitrij Hohlov - Igor Cserevcsenko - Igor Csugajnov - Vlagyimir Estrekov - Zaza Dzsanasia - Jurij Drozdov |

## Vezetőedzők
- Alekszej Sztoljarov
- Gavriil Kacsalin
- Borisz Arkagyjev
- Jevgenyij Jeliszejev
- Konsztantyin Beszkov
- Valentyin Bubukin (1966–1968)
- Jevgenyij Rogov (1965, 1970–1972)
- Viktor Marjenko (1969–1970, 1978–1980)
- Igor Volcsok (1972, 1973–1974, 1983–1985)
- Mihail Jakusin (1973)
- Alekszandr Szevidov (1981–1982)
- Jurij Szjomin (1986–1990, 1992–2005, 2009–2010, 2016–2020)

## Külső hivatkozások
- A Lokomotyiv Moszkva hivatalos oldala (oroszul)